# EYA3
EYA3 (англ. EYA transcriptional coactivator and phosphatase 3) – білок, який кодується однойменним геном, розташованим у людей на 1-й хромосомі. Довжина поліпептидного ланцюга білка становить 573 амінокислот, а молекулярна маса — 62 663.
| 10         |  | 20         |  | 30         |  | 40         |  | 50         |
| ---------- |  | ---------- |  | ---------- |  | ---------- |  | ---------- |
| MEEEQDLPEQ |  | PVKKAKMQES |  | GEQTISQVSN |  | PDVSDQKPET |  | SSLASNLPMS |
| EEIMTCTDYI |  | PRSSNDYTSQ |  | MYSAKPYAHI |  | LSVPVSETAY |  | PGQTQYQTLQ |
| QTQPYAVYPQ |  | ATQTYGLPPF |  | GALWPGMKPE |  | SGLIQTPSPS |  | QHSVLTCTTG |
| LTTSQPSPAH |  | YSYPIQASST |  | NASLISTSST |  | IANIPAAAVA |  | SISNQDYPTY |
| TILGQNQYQA |  | CYPSSSFGVT |  | GQTNSDAEST |  | TLAATTYQSE |  | KPSVMAPAPA |
| AQRLSSGDPS |  | TSPSLSQTTP |  | SKDTDDQSRK |  | NMTSKNRGKR |  | KADATSSQDS |
| ELERVFLWDL |  | DETIIIFHSL |  | LTGSYAQKYG |  | KDPTVVIGSG |  | LTMEEMIFEV |
| ADTHLFFNDL |  | EECDQVHVED |  | VASDDNGQDL |  | SNYSFSTDGF |  | SGSGGSGSHG |
| SSVGVQGGVD |  | WMRKLAFRYR |  | KVREIYDKHK |  | SNVGGLLSPQ |  | RKEALQRLRA |
| EIEVLTDSWL |  | GTALKSLLLI |  | QSRKNCVNVL |  | ITTTQLVPAL |  | AKVLLYGLGE |
| IFPIENIYSA |  | TKIGKESCFE |  | RIVSRFGKKV |  | TYVVIGDGRD |  | EEIAAKQHNM |
| PFWRITNHGD |  | LVSLHQALEL |  | DFL        |  |            |  |            |

A: Аланін

C: Цистеїн

D: Аспарагінова кислота

E: Глутамінова кислота

F: Фенілаланін

G: Гліцин

H: Гістидин

I: Ізолейцин

K: Лізин

L: Лейцин

M: Метіонін

N: Аспарагін

P: Пролін

Q: Глутамін

R: Аргінін

S: Серин

T: Треонін

V: Валін

W: Триптофан

Кодований геном білок за функціями належить до гідролаз, активаторів, регуляторів хроматину, протеїн-фосфатаз, білків розвитку, фосфопротеїнів. 
Задіяний у таких біологічних процесах, як транскрипція, регуляція транскрипції, пошкодження ДНК, репарація ДНК, ацетилювання, альтернативний сплайсинг. 
Білок має сайт для зв'язування з іонами металів, іоном магнію. 
Локалізований у цитоплазмі, ядрі.